# The Mantle
The Mantle es el segundo álbum de estudio de la banda estadounidense Agalloch.

## Lista de canciones
Toda la música fue compuesta por la banda y las letras fueron escritas por John Haughm.
1. A Celebration for the Death of Man… (2:24)
2. In the Shadow of Our Pale Companion (14:45)
3. Odal (7:39)
4. I Am the Wooden Doors (6:11)
5. The Lodge (4:40)
6. You Were but a Ghost in My Arms (9:15)
7. The Hawthorne Passage (11:19)
8. …And the Great Cold Death of the Earth (7:14)
9. A Desolation Song (5:08)

## Personal

### Integrantes
- Haughm – voz, guitarra acústica,  guitarra eléctrica, fūrin, percusión.
- Anderson: Guitarra acústica, guitarra eléctrica, piano
- J. William W. -  bajo
- Ronn Chick - Teclado, campanas, Mandolina
- Ty Brubaker - Contrabajo, acordeón
- Danielle Norton - trombón